# Pallavolo ai XVI Giochi dei piccoli stati d'Europa - Torneo maschile
Il torneo maschile di pallavolo ai XVI Giochi dei piccoli stati d'Europa si è svolto dal 3 al 5 giugno 2015 a Reykjavík, in Islanda: al torneo hanno partecipato quattro squadre nazionali europee di stati con meno di un milione di abitanti e la vittoria finale è andata per la seconda volta al Lussemburgo.

## Impianti
|                                                                       |  |  |
| Ísland - Frakkland Laugardalshöll, 16. & 17. apríl 2010 (4539188772)  |  |  |
| Laugardalshöll Città: Reykjavík Capienza: 5 500 Anno d'apertura: 1965 |  |  |

## Regolamento
Le squadre hanno disputato una fase unica con la formula del girone all'italiana.

## Squadre partecipanti
| Squadra     | Qualificazione      | Ultima partecipazione |
| ----------- | ------------------- | --------------------- |
| Islanda     | Paese organizzatore | Lussemburgo 2013      |
| Lussemburgo | -                   | Lussemburgo 2013      |
| Monaco      | -                   | Lussemburgo 2013      |
| San Marino  | -                   | Lussemburgo 2013      |

## Torneo

### Risultati
| 3 giugno 2015 Laugardalshöll, Reykjavík Durata: 1h:54 - Spettatori: 300   | Monaco      | 1 - 3 | San Marino | 24-26, 21-25, 25-20, 24-26        |
| 3 giugno 2015 Laugardalshöll, Reykjavík Durata: 2h:03 - Spettatori: 1 000 | Lussemburgo | 3 - 2 | Islanda    | 23-25, 25-22, 25-18, 19-25, 15-13 |
| 4 giugno 2015 Laugardalshöll, Reykjavík Durata: 1h:35 - Spettatori: 200   | Lussemburgo | 3 - 1 | San Marino | 25-23, 18-25, 25-14, 25-12        |
| 4 giugno 2015 Laugardalshöll, Reykjavík Durata: 1h:21 - Spettatori: 700   | Monaco      | 3 - 0 | Islanda    | 25-22, 25-16, 25-22               |
| 5 giugno 2015 Laugardalshöll, Reykjavík Durata: 1h:11 - Spettatori: 200   | Lussemburgo | 3 - 0 | Monaco     | 25-17, 25-12, 25-14               |
| 5 giugno 2015 Laugardalshöll, Reykjavík Durata: 1h:39 - Spettatori: 900   | San Marino  | 1 - 3 | Islanda    | 24-26, 16-25, 25-19, 16-25        |

### Classifica
| Pos | Squadra     | Pt | G | V | P | SV | SP | Ratio | PF  | PS  | Ratio |
| --- | ----------- | -- | - | - | - | -- | -- | ----- | --- | --- | ----- |
| 1   | Lussemburgo | 8  | 3 | 3 | 0 | 9  | 3  | 3.000 | 275 | 220 | 1.250 |
| 2   | Islanda     | 4  | 3 | 1 | 2 | 5  | 7  | 0.714 | 258 | 263 | 0.981 |
| 3   | San Marino  | 3  | 3 | 1 | 2 | 5  | 7  | 0.714 | 252 | 282 | 0.894 |
| 4   | Monaco      | 3  | 3 | 1 | 2 | 4  | 6  | 0.667 | 212 | 232 | 0.914 |

## Podio

### Campione
Formazione: 1 Dominik Husi, 2 Olivier De Castro, 4 Kamil Rychlicki, 5 Arnaud Maroldt, 6 Gilles Braas, 7 Jan Lux, 8 Ralf Lentz, 9 Steve Weber, 11 Tim Laevaert, 12 Charles Hoffmann, 14 Chris Zuidberg, 19 Robert Tomsicek, CT: Dieter Scholl

### Secondo posto
Formazione: 2 Kjartan Fannar Grétarsson, 3 Lúðvík Már Matthíasson, 4 Kristján Valdimarsson, 5 Filip Pawel Szewczyk, 6 Matthías Haraldsson, 7 Theódór Óskar Þorvaldsson, 8 Hafsteinn Valdimarsson, 10 Valgeir Valgeirsson, 11 Róbert Kar Hlöðversson, 14 Ævarr Freyr Birgisson, 16 Andris Orlovs, 18 Alexander Stefánsson, CT: Rogerio Ponticelli

### Terzo posto
Formazione: 2 Marco Rondelli, 4 David Zonzini, 5 Paolo Crociani, 6 Alessandro Gennari, 7 Emanuele Cervellini, 8 Joshua Kessler, 9 Federico Tentoni, 11 Ivan Stefanelli, 13 Giuliano Vanucci, 14 Andrea Lazzarini, 15 Francesco Tabarini, 18 Matteo Zonzini, CT: Stefano Mascetti

## Classifica finale
| Pos | Squadre     |
| --- | ----------- |
|     | Lussemburgo |
|     | Islanda     |
|     | San Marino  |
| 4   | Monaco      |